# Svein Berge
Svein Berge (n. 17 februarie 1976, Tromso, Norvegia) este unul din cei doi membri ai grupului Röyksopp.